# Botryonopa delkeskampi
Botryonopa delkeskampi es un insecto coleóptero de la familia Chrysomelidae.
Fue descrita científicamente por primera vez en 1960 por Uhmann.